# Organising Bureau of European School Student Unions

logo de l'OBESSU

L'Organising Bureau of European School Student Unions (OBESSU, en français : « Bureau d'organisation des syndicats d'élèves européens ») est l'organisation des différents syndicats d'élèves de l'enseignement secondaire d'Europe. Fondé en avril 1975 à Dublin, son secrétariat est aujourd'hui basé à Bruxelles dans des locaux qu'il partage avec son alter-ego étudiant l'European Students' Union (ESU). Interlocuteur régulier de la Commission européenne (Union européenne) et du Conseil de l'Europe, il fédère aujourd'hui trente-deux organisations nationales représentant les élèves de vingt-quatre pays européens. En France, le mouvement national lycéen en est membre , et en Suisse l'Union des conseils d'étudiants (USO-UCE-UCS).

## Histoire
L'OBESSU a été fondée en avril 1975 à Dublin, (Irlande). Depuis lors, l'OBESSU travaille pour le réseau européen des syndicats d'élèves. Ces dernières années, l'OBESSU a essayé de construire de nouvelles structures syndicales, notamment dans les Balkans. 
En avril 2005, le 30e Anniversaire de l'organisation ont été célébrés à Dublin.
L'OBESSU représente des organisations des 25 pays membres de l'Union Européenne, certains sont de simples observateurs tandis que d'autres sont membres à part entière de l'OBESSU. L'UNL membre historique, cesse ces activités début 2021. Le MNL rejoint l'organisation lors du COMEM de novembre 2021.

## Objectifs
L'OBESSU travaille en vue de: 
- Relayer les opinions des élèves européens sur les différentes institutions éducatives et plates-formes d'apprentissage
- Maintenir et améliorer la qualité et l'accessibilité de l'éducation ainsi que démocratiser l'éducation à travers l'Europe.
- Améliorer les conditions de vie et d'étude dans les écoles secondaires en Europe pour promouvoir une plus grande solidarité, et pour encourager à la coopération et à la compréhension entre les élèves.
- Mettre un terme à la discrimination et à l'injustice au sein des systèmes éducatifs des pays européens.

## Fonctionnement de l'OBESSU

### L'assemblée générale
L'OBESSU est structurée d'une Assemblée Générale, plus haut organe de prise de décision. L'Assemblée Générale se réunit chaque année et décide des statuts, de la plate-forme politique et du programme de travail.  

### Le Conseil des Membres (COMEM)
Entre chaque Assemblée générale, un Conseil des Membres (COMEM) est réuni, qui est la seconde instance décisionnelle de l'OBESSU.  

### Le conseil (board)
Tous les deux ans, l'Assemblée Générale désigne un nouveau conseil. Le Conseil se compose de cinq membres.   

## Membres de l'OBESSU
| Pays               | Organisation | Site Web                                                           |
| ------------------ | --- | ------------------------------------------------------------------ |
| Autriche           | Aktion Kritische SchülerInnen (AKS) | http://www.aks.at                                                  |
| Belgique           | Vlaamse Scholierenkoepel (VSK) | https://www.scholierenkoepel.be/                                   |
| Bosnie-Herzégovine | Association des lycéens de Bosnie Herzegovine (ASuBiH)                                                                                       | http://www.asubih.ba                                               |
| Danemark           | Danske Gymnasieelevers Sammenslutning | http://www.dgsnet.dk                                               |
| Finlande           | Suomen Lukiolaisten Liitto (SLL) | http://www.lukio.fi                                                |
| France             | Mouvement National Lycéen (MNL) | http://mnl-syndicat.fr                                             |
| Islande            | Samband Íslenskra Framhaldsskólanema (SIF)                                                                                                   | http://www.neminn.is                                               |
| Irlande            | Irish Second Level Student's Union (ISSU) | http://www.issu.ie                                                 |
| Italie             | Unione degli Studenti (UDS) Rete degli Studenti Medi (RSM)                                                                                   | http://www.unionedeglistudenti.it http://www.retedeglistudenti.it/ |
| Lituanie           | Lithuanian School Student Union (LSSU) | http://www.moksleiviai.lt                                          |
| Luxembourg         | Union Nationale des Etudiant-e-s du Luxembourg (UNEL)                                                                                        | http://www.unel.lu                                                 |
| Pays-Bas           | Landelijk Aktie Komitee Scholieren (LAKS) | http://www.laks.nl                                                 |
| Norvège            | School Student Union of Norway (SSUN) | http://www.elev.no                                                 |
| Serbie             | Unija srednjoskolaca Srbije (UNSS) | http://www.srednjoskolci.org.rs                                    |
| Slovaquie          | Stredoškolská študentská únia Slovenska (SSUS)                                                                                               | http://www.suska.sk                                                |
| Slovénie           | Dijaška organizacija Slovenije (DOS) | http://www.dijaska.org                                             |
| Tchéquie           | Česká středoškolská unie (ČSU) ou bien Syndicat tchèque des lycéens                                                                          | https://stredoskolskaunie.cz                                       |
| Espagne            | Confederaciòn Estatal de Asociaciones de Estudiantes (CANAE)                                                                                 | http://www.canae.org                                               |
| Suède              | SVEA | http://www.svea.org                                                |
| Suisse             | Union der Schülerorganisationen CH / FL (USO) Union des conseils d'étudiant(e)s CH / FL (UCE) Unione dei comitati studenteschi CH / FL (UCS) | http://www.uso.ch                                                  |
| Angleterre         | English Secondary Students Association (ESSA)                                                                                                | http://www.studentvoice.co.uk                                      |

## Principales activités
L'OBESSU organise environ 5 conférences par an, tous traitant de sujets liés à l'éducation. 
L'OBESSU donne rendez-vous à tous les lycéens d'Europe chaque 17 novembre, date de la Journée internationale de l'étudiant. 
L'OBESSU est membre de plein droit de la European Youth Forum (YFJ) qui opère dans le Conseil de l'Europe et dans l'Union européenne. 

### School Students Right Reloaded: Work Plan (2022-2023)
Depuis mars 2022, l'OBESSU travaille conjointement avec ses syndicats lycéens membres sur un projet nommé "School Students Rights Reloaded Work Plan" (SSRR WP, en français : "Projet sur la Révision des Droits des Étudiants du Secondaire"). L'objectif de ce projet qui durera un an au total est de réviser un document de l'OBESSU nommé la Declaration of School Students Rights (DSSR, en français : "Déclaration des Droits des Étudiants du Secondaire") ainsi que de préparer la stratégie de propagation à travers l'Europe à l'aide d'un manuel sur les bonnes pratiques de plaidoyer. Cette déclaration donne une base commune de revendications aux lycéens européens afin de défendre et faire évoluer leurs droits. 
La première phase se déroule en mars 2022 à Bruxelles et amène l'équipe de coordination composé de 4 délégués venant des organisations membres de l'OBESSU à travailler avec les formateurs de l'OBESSU issus du "Pool of Trainers" (PoT, en français : "Équipe de formateurs") ainsi que les formateurs du "PoT" et des membres du secrétariat et du bureau de l'OBESSU. 
La seconde phase se déroule de mai à juillet 2022 dans 5 pays européens : la France avec le MNL, la Roumanie avec CNE, l'Irlande avec l'ISSU, l'Espagne avec FEMAE et la Bosnie-Herzégovine avec ASUBIH. 
La troisième phase s'appelle la Summer School (en français : "Université d'Été") et se déroule en Espagne à Mollina du 11 au 18 septembre durant l'University of Youth and Development (UYD, en français : Université pour la Jeunesse et le Développement). Elle rassemble 19 participants, représentants lycéens, venant de la France, de la Bosnie Herzégovine, de l'Irlande, de la Slovénie, de la Finlande, du Danemark, de l'Espagne et de la République Tchèque.  
La quatrième et dernière phase prend place à Bruxelles fin novembre 2022 et s'appelle l'Editorial Meeting (en français : "Réunion Éditoriale"). Elle a pour but de récolter tous les travaux sur la DSSR, d'en rédiger la dernière version de cette nouvelle déclaration avant de pouvoir la soumettre à adoption lors de l'Assemblée Générale annuelle de l'OBESSU de 2023. Ce texte sera accompagné d'un manuel sur la manière de porter ces revendications lors des mobilisations et plaidoyer des lycéens partout en Europe à différentes échelles (local, national et international). 